# Potajny
Potajny (niem. Pothainen) - uroczysko; dawna miejscowość w Polsce, położona w województwie warmińsko-mazurskim, w powiecie ostródzkim, w gminie Małdyty.
Miejscowość wzmiankowana w dokumentach z XVI jako folwark książęcy na 11 włókach. Nazwa miejscowości wywodzi się najprawdopodobniej z języka pruskiego. W roku 1782 w miejscowości odnotowano cztery domy (dymy), natomiast w 1858 w czterech gospodarstwach domowych było 63 mieszkańców. W latach 1937–39 było 42 mieszkańców. W roku 1973 jako majątek Potajny należały do powiatu morąskiego, gmina Małdyty, poczta Połowite.